# Cleveland (Dacota do Norte)
Cleveland é uma cidade localizada no estado norte-americano de Dacota do Norte, no Condado de Stutsman.

## Demografia
Segundo o censo norte-americano de 2000, a sua população era de 112 habitantes.
Em 2006, foi estimada uma população de 102, um decréscimo de 10 (-8.9%).

## Geografia
De acordo com o United States Census Bureau tem uma área de
0,5 km², dos quais 0,5 km² cobertos por terra e 0,0 km² cobertos por água. Cleveland localiza-se a aproximadamente 568 m acima do nível do mar.

## Localidades na vizinhança
O diagrama seguinte representa as localidades num raio de 32 km ao redor de Cleveland.